# Valeriana tiliifolia
Valeriana tiliifolia là một loài thực vật có hoa trong họ Kim ngân. Loài này được Troitzk. miêu tả khoa học đầu tiên..

## Hình ảnh

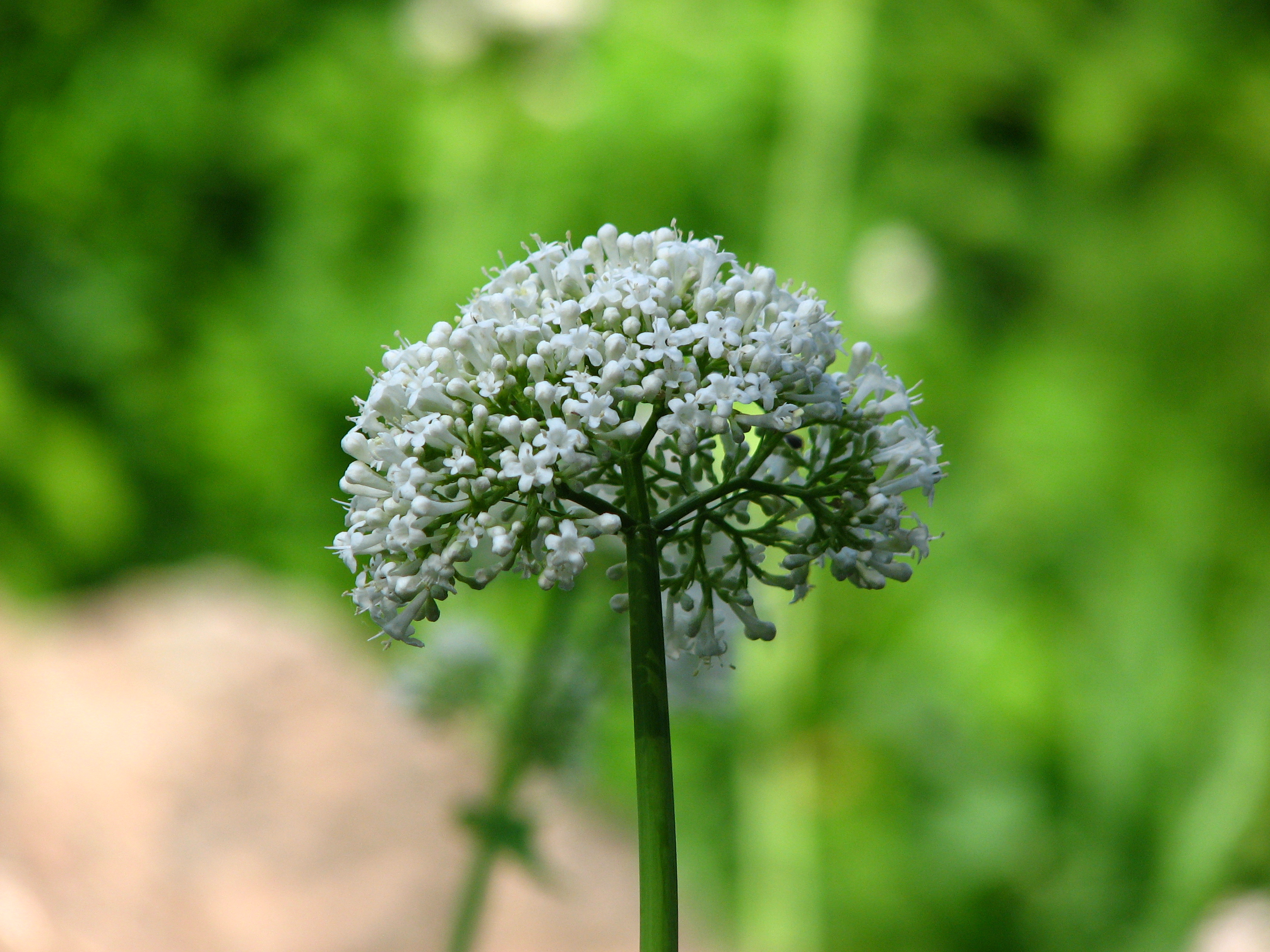
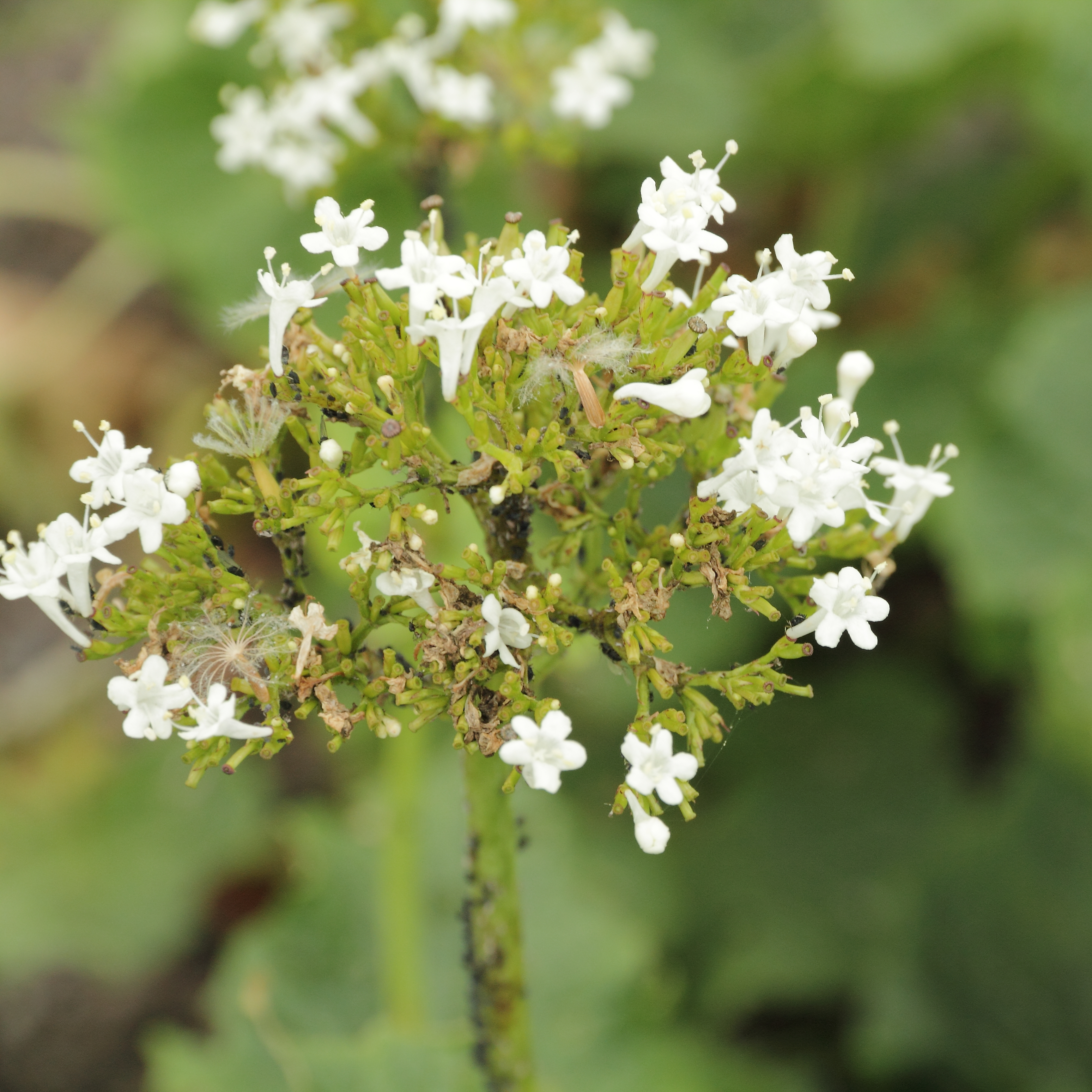